# Kraljevi pingvin
 Kraljevi pingvin (znanstveno ime Aptenodytes patagonicus) je drugi največji pingvin. Mimogrede bi ga utegnili zamenjati s cesarskim. Vendar ima več oranžne barve na prsih, daljši kljun, vitkejše telo in živi na otokih severno od Antarktike.